# Wörtherseebühne
Die Wörtherseebühne war eine Seebühne am Wörthersee im Stadtgebiet von Klagenfurt. Sie wurde im Jahr 1999 weitgehend aus Holz errichtet und bot vor ihrem Teilrückbau Platz für 2000 Zuschauer. Sie verursachte jedoch seit ihrer Errichtung finanzielle Verluste in Millionenhöhe sowie politische Auseinandersetzungen. Daher gilt sie als ein Beispiel für die unwirtschaftlichen Investitionen in Prestigeprojekte der Regionalpolitik in Kärnten durch die Hypo Alpe Adria.
Die Seebühne wurde schließlich im September 2015 vollständig abgerissen.

## Beschreibung
Die Wörtherseebühne befand sich am Metnitzstrand in unmittelbarer Nachbarschaft zum Strandbad Klagenfurt. Sowohl die 40 Meter breite und 20 Meter tiefe Bühne als auch die Zuschauertribünen wurden vollständig in den Wörthersee hineingebaut. Die Konstruktion war in zwei schwimmende Plattformen für die Zuseher sowie für die Akteure unterteilt. Im Zuseherbereich ruhten diese auf Metallpontons, im Akteurbereich auf aluminiumummantelten Styroporschwimmkörpern. Die untereinander verbundenen Plattformen waren am Ufer durch Stahlfachwerkbrücken verankert.
Im Jahr 2009 musste der gesamte Holzunterbau, bestehend aus dem Tragsystem aus Lärchenholz-Bohlen sowie 1.500 m² Schichtboden, ausgetauscht werden, da das Holz morsch geworden war.

## Auseinandersetzungen um die Finanzierung
Die Spielstätte war im Jahr 1999 auf Betreiben des damaligen Landeshauptmanns von Kärnten Jörg Haider als dritte große Freiluftbühne Österreichs installiert worden. In den ersten Jahren wurde die Seebühne vom Stadttheater Klagenfurt unter Leitung von Dietmar Pflegerl bespielt. Dafür, dass die Bühne erstmals überregional in die Schlagzeilen gerät, sorgte Haider im Jahr 2001, als er die Privatisierung der Bühne ankündigte und Elmar Ottenthal, den Intendanten des Berliner Theaters des Westens, als neuen künstlerischen Leiter vorstellte. Für das bislang zuständige Klagenfurter Stadttheater unter dem von Haider engagierten Intendanten Dietmar Pflegerl kamen diese Ankündigungen völlig überraschend. Nach einer weiteren Auseinandersetzung mit Haider um hohe Produktionskosten für die Aufführungen zog sich das Stadttheater vor der Saison 2004 schließlich von der Seebühne zurück.
Ende 2003 wurde Renato Zanella für drei Jahre verpflichtet, zunächst sollte er die programmliche Weiterentwicklung betreiben, ab dem Jahr 2005 zusätzlich als Intendant wirken. Er sollte Klagenfurt als Festspielstadt etablieren, scheiterte aber ebenfalls. Im Februar 2005 richtete der Kärntner Landtag einen Untersuchungsausschuss zu den Vorgängen rund um die Seebühne ein. In dessen Endbericht wurde das Fehlen eines Konzeptes für die technische Ausstattung der Bühne und die Bespielung mit „drittklassigen Tourneeproduktionen“ kritisiert. Der Untersuchungsausschuss lastete Jörg Haider Mitverantwortung für die „Tragödie mit absehbarem Ausgang“ an und bezifferte die Kosten für die Saison 2004 mit 5 Millionen Euro.
Der Tagesspiegel wies ihr die Rolle eines der verlustreichen Prestigeprojektes Haiders zu, das lange durch die Hypo Alpe Adria finanziert worden war. Deren im Jahr 2007 erfolgte Übernahme durch die BayernLB führte zu Milliardenverlusten und im Jahr 2009 zu einem Notverstaatlichungsverfahren durch die Republik Österreich.
in den Jahren 2012 und 2013 wurde die publikumswirksame Fernsehshow „Starnacht am Wörthersee“ auf der Wörtherseebühne aufgezeichnet.
Der für Kultur zuständige Landesrat Wolfgang Waldner kündigte vor der Landtagswahl in Kärnten 2013 an, die Seebühne aufgrund der nicht finanzierbaren Betriebskosten in Höhe von 600.000 € pro Jahr, denen Einnahmen von 40.000 € pro Jahr gegenüberstehen, schließen zu wollen. Im August 2013 hat der Seebühnen-Ausschuss der Kärntner Landesregierung bekannt gegeben, dass es künftig keine Landesmittel für die Unterstützung der mittlerweile im Besitz der Kärntner Messen befindlichen Seebühne geben werde.

## Nachnutzung und Teilrückbau
Die Kärntner Landesregierung hatte den Vertrag für die Seebühne aufgelöst. Danach wurde die Bühne Ende 2013 zum Verkauf ausgeschrieben. Am 3. Februar 2014 entschied der Seebühnenausschuss, dass mangels Erfüllung der ausgeschriebenen Bedingungen keines der vier Kaufangebote akzeptiert wird. Am 1. April 2014 beschloss der Stadtsenat (mit FPK und ÖVP gegen die 3 Stimmen der Mitglieder der SPÖ und Grünen), dass die Bühne von der Messe gekauft und an die Betreiber der Wörtherseeschifffahrt verpachtet werden soll.
Am 7. Mai 2014 hatte die Stadt Klagenfurt das Eigentum an der Seebühne von der Messe übernommen. Der beabsichtigte Rückbau der seeseitigen Plattform, für die ein Abrissbescheid vorlag, durfte zumindest am ursprünglichen Standort der Bühne nicht während der laufenden Badesaison erfolgen. Nach den Abbauarbeiten der Bühnenausrüstung für die Veranstaltung Starnacht am Wörthersee hatte im Juli 2014 der Teilabbau der seeseitigen Bühnenplattform begonnen. Die verkleinerte Seebühne sollte statt 2200 Personen nur noch Platz für knapp 1000 Zuseher haben.

## Endgültiger Abriss
Im März 2015 wurde von der neu gewählten Bürgermeisterin Klagenfurts Maria-Luise Mathiaschitz bekanntgegeben, dass die mittlerweile zum Teil rückgebaute Seebühne nun gänzlich abgerissen werden soll, da ansonsten allein die laufenden Betriebskosten jährlich 40.000 € betragen würden. Eine beauftragte Recyclingfirma demontierte im Auftrag der Stadt Klagenfurt im September 2015 die Bühne. Aus der Verwertung des Altmetalles konnte ein Erlös von 65.000 Euro erzielt werden.